# Sackville (New Brunswick)
Sackville ist eine Kleinstadt im Westmorland County in der kanadischen Provinz New Brunswick mit 5331 Einwohnern (Stand: 2016). 2011 betrug die Einwohnerzahl 5558.

## Geografie
Durch Sackville verlaufen die Verbindungsstraßen New Brunswick Route 2, New Brunswick Route 106 und New Brunswick Route 940. Moncton befindet sich in einer Entfernung von 40 Kilometer im Nordwesten. Die Grenze zur Provinz Nova Scotia ist rund zehn Kilometer vom Stadtzentrum in östlicher Richtung entfernt. Die Ausläufer der Bay of Fundy erreichen die Stadt im Süden.

## Geschichte

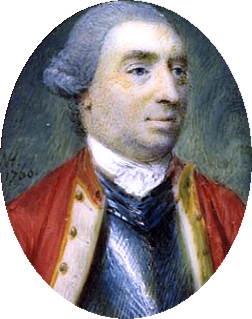
George Germain,
1. Viscount Sackville

Bereits vor über 7000 Jahren lebten Mi'kmaqindianer in der Gegend. Die in den Maratimes niedergelassenen Akadier waren Anfang der 1700er Jahre auf der Suche nach neuen Siedlungen und fanden die Nähe zur Bay of Fundy als dazu sehr geeignet, mussten jedoch zunächst die weitgehend aus Marschland bestehende Landschaft (Tantramar Marshes) urbar machen. Aufgrund der strategisch günstigen Lage war die Region in der Folgezeit Schauplatz von mehreren militärischen Auseinandersetzungen. Der Name des Ortes wurde im Jahr 1762 zu Ehren von George Germain, 1. Viscount Sackville gewählt. Hauptlebensgrundlage der Einwohner war zunächst die Landwirtschaft, später auch die Holzwirtschaft und der Schiffbau. Ab 1872 wurden mehrere Gießereien in Betrieb genommen und die Stadt wurde zum Zentrum der Gießereiindustrie in den Seeprovinzen (Foundry Capital of the Maritimes). Die offizielle Stadtgründung erfolgte 1903.
Heute ist Sackville in erster Linie durch die 1839 gegründete Mount Alison University für Kunst und Wissenschaft attraktiv. Ein weiterer Anziehungspunkt sind die nahen Marschlandschaften, die von einer Vielzahl von Vogelarten, insbesondere Zugvögeln besucht werden und für Ornithologen außerordentlich reizvoll sind.

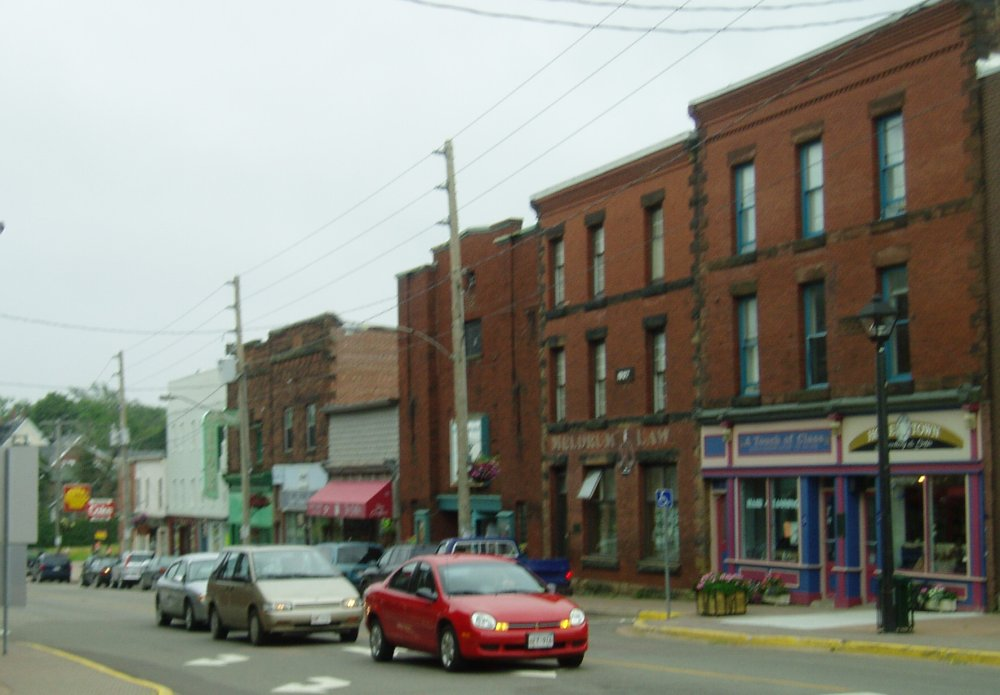
Stadtzentrum
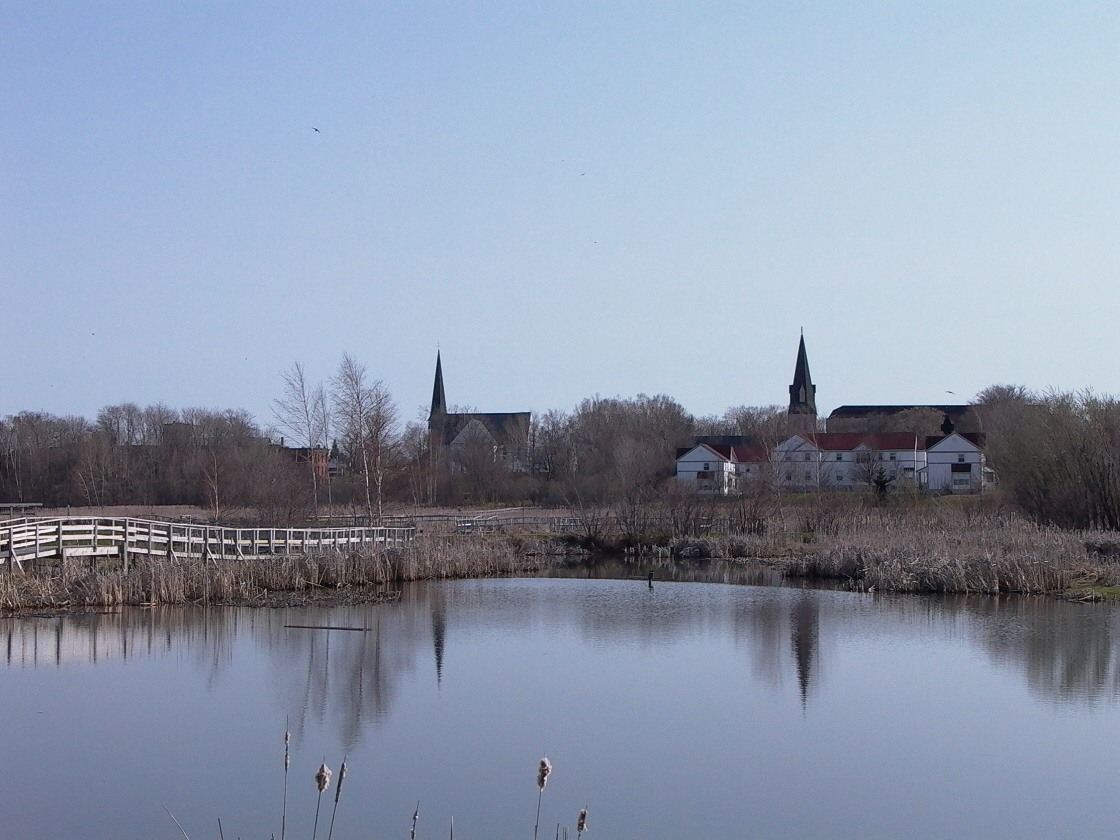
Panorama der Stadt
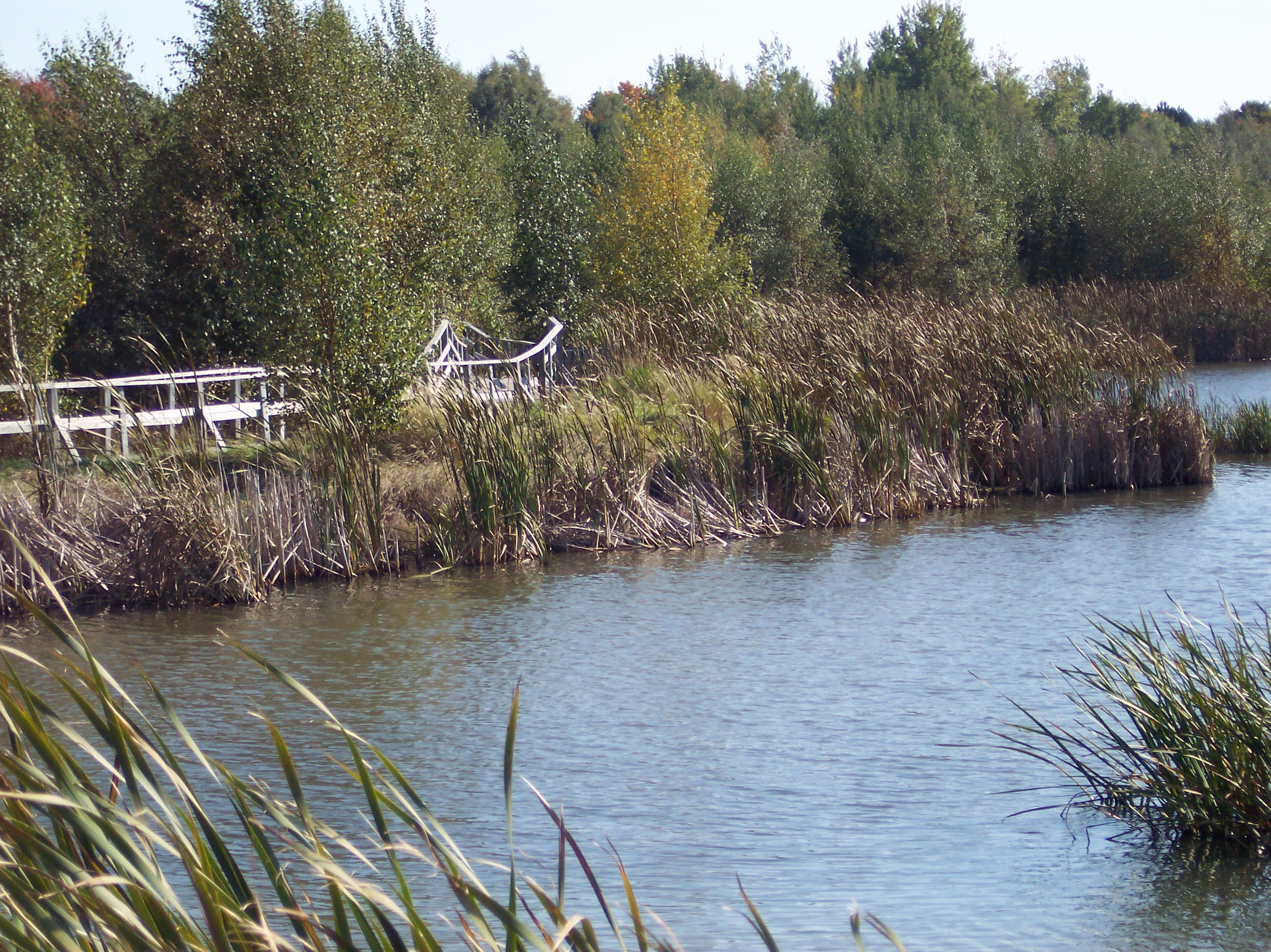
Blick auf die Marschlandschaft

## Persönlichkeiten
- Joseph-Thomas LeBlanc (1899–1943), Journalist und Folklorist